# Piovaticci

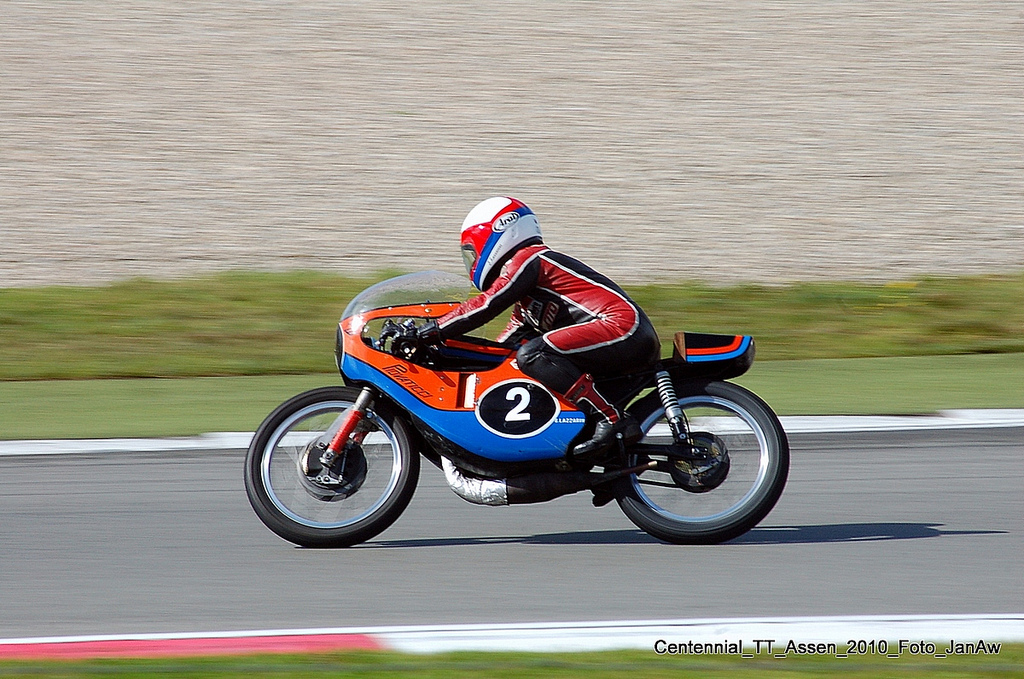
Una Piovaticci

La Piovaticci è stata una scuderia motociclistica italiana, nata nel 1973 dalla collaborazione tra Eugenio Lazzarini ed Egidio Piovaticci.

## La storia
L'imprenditore pesarese Egidio Piovaticci iniziò la propria esperienza nel motomondiale nel 1972, finanziando l'attività sportiva di Eugenio Lazzarini. All'epoca il pilota, anch'esso marchigiano, correva con una 125cc dotata di un motore Maico modificato e un telaio artigianale realizzato nell'officina di famiglia, gestita insieme al fratello Enzo.
L'anno seguente Piovaticci aumentò l'impegno economico e fece predisporre all'interno della propria azienda una nuova officina adibita a reparto corse; la moto fu quindi ribattezzata col suo nome. Le maggiori risorse consentirono nuovi sviluppi: Lazzarini vinse il titolo italiano 125 Seniores e concluse quinto nel campionato nel mondo conquistando una vittoria al Gran Premio d'Olanda. Si iniziò a lavorare anche alla realizzazione di una 250 bicilindrica, ma la moto fu abbandonata dopo poche apparizioni.
Il 1974 fu avaro di risultati; Piovaticci e Lazzarini, decisi a compiere una svolta tecnica, contattarono i due specialisti olandesi Jan Thiel e Martin Mijwaart, già creatori della Jamathi 50cc. I due tecnici si trasferirono presso la squadra italiana e realizzarono un'innovativa Piovaticci 50cc per la stagione successiva. Con questa moto, dotata di ruote in lega di magnesio e telaio monoscocca, Lazzarini vinse il Gran Premio di Svezia e si classificò secondo nel campionato del mondo 1975 classe 50cc. Nel campionato italiano invece perse il titolo 50 Seniores per un solo punto. Contemporaneamente, Thiel e Mijwaart progettarono anche una nuova 125cc bicilindrica che esordì al Gran Premio d'Olanda. A fine stagione Lazzarini si classificò quinto nel mondiale delle quarto di litro.
Purtroppo, a causa di problemi economici, il reparto corse Piovaticci cessò le attività al termine del 1975. La Bultaco rilevò le moto e ingaggiò Jan Thiel e Martin Mijwaart, i quali svilupparono ulteriormente il progetto della 50cc che negli anni successivi conquistò quattro titoli mondiali. Eugenio Lazzarini invece proseguì la carriera con altre marche e col fratello Enzo continuò la produzione di telai.

## Modelli
- Piovaticci 125 monocilindrica (motore Maico)
- Piovaticci 250 bicilindrica
- Piovaticci 50
- Piovaticci 125 bicilindrica